# Ofoto
Ofoto es un servicio fotográfico en línea, que comenzó en Berkeley, California, y fundado por Lisa Gansky y Kamran Mohsenin.
El sitio web vio la luz el 13 de diciembre de 1999 para hacer la competencia a Shutterfly.
En un principio, Ofoto, sólo permitía a los usuarios subir imágenes en JPEG, compartir álbumes de fotografías en línea y la compra de impresiones físicas de las fotos. En el 2000 se agregó la posibilidad de tener vídeos en línea y en años posteriores incorporaron servicios a telefonía móvil. En mayo de 2001 Ofoto fue comprado por Kodak, convirtiéndose en Kodak Imaging Network. En 2005, el servicio Ofoto era renombrado como Kodak EasyShare Gallery.
Por otro lado, Ofoto era un software desarrollado por la compañía Computer Images, para escanear imágenes, ajustarlas y prepararlas para una impresión.